# Родники (Красноярский край)
Родники — село в Шарыповском районе Красноярского края России. Административный центр Родниковского сельсовета.

## География
Село расположено в 12 км к северу от районного центра Шарыпово.

## История
В 1934 году в Берёзовском (ныне Шарыповском) районе появилось новое селение — Центральная усадьба совхоза «Золотопродснаба». Сейчас это село Родники. В 1976 г. Указом Президиума ВС РСФСР поселок центральной усадьбы Шарыповского совхоза переименован в Родники. Интенсивно Родники развивались в 80-е годы XX века, когда шло создание объектов КАТЭКа, намечался перенос села Никольска на родниковскую площадку.

## Население
| 2010 |
| ---- |
| 902  |

Гендерный состав
По данным Всероссийской переписи населения 2010 года 440 мужчин и 462 женщины из 902 чел.